# Mohamed Mahmoud Ould Mohamed Lemine
Mohamed Mahmoud Ould Mohamed Lemine (geb. 1952, Hodh El Gharbi, Mauretanien) war ein mauretanischer Politiker.

## Leben
Er wurde in der Region Hodh El Gharbi geboren, schloss sein Studium der Wirtschaftswissenschaften an der Universität Kairo ab und arbeitete als Professor an der Universität Nouakchott.
Er diente als Verteidigungsminister unter den Premierministern Zeine Ould Zeidane und Yahya Ould Ahmed El Waghef bis zum Putsch im August 2008, bei dem Präsident Sidi Ould Abdallahi gestürzt und eine neue Regierung mit Moulaye Ould Mohamed Laghdhaf als Premierminister gebildet wurde.
Lemine war Präsident der Partei Union für die Republik (arabisch اﻹتحاد من أجل الجمهورية, Union pour la République, UPR) von 2009 bis 2019.